# 투스카로라어
투스카로라어는 이로쿼이 연맹에 여섯 번째 부족인 투스카로라족이 사용한 언어로서 이로쿼이어족에 속하는 언어다. 투스카로라어는 이로쿼이 연맹에 속한 부족의 언어중에서 가장 사멸하기 쉬운 언어이다.

## 발음
- 모음
  - A a - 우리말의 '아'로 발음한다.
  - A: a: - '아' 발음을 좀 더 길게 끌어준다.
  - E e - 우리말의 '에'로 발음한다.(:가 붙어있으면 좀 더 끌어서 읽는다.)
  - I i - 우리말의 '이'로 발음한다.(:가 붙으면 좀 더 끌어서 읽는다.)
  - O o - 우리말의 '오'로 발음한다.(:가 붙으면 좀 더 끌어서 읽는다.)

- 비음 모음 - 비음 모음은 영어에 없다. 그러나 프랑스어와 유사하거나 영어로 말하는 사람이 프랑스 억양을 쓰는 것과 유사하다. 그들은 구두 모음과 같이 발음한다. 코와 입을 이용해 발음을 한다. 영어 사용자에게는 콧소리 모음이 글자의 끝에 'n(ㄴ)'과 약간 비슷하게 발음한다. 예를 들면 프랑스어의 'bon'과 'Jean'처럼 발음한다.
  - ę(e, enh)
  - ę:(e:, ęę, eenh)

- 자음
  - d - 우리말의 'ㄷ'처럼 발음한다.
  - f - 영어의 'fair'처럼 발음한다. 투스카로라족 보호구역(뉴욕) 방언에서만 쓰인다.
  - g - 우리말의 'ㄱ'처럼 발음한다.
  - h - 우리말의 'ㅎ'처럼 발음한다.
  - ch - 우리말의 'ㅊ'이나 'ㅈ'처럼 발음한다.
  - k - 우리말의 'ㅋ'처럼 발음한다.
  - n - 우리말의 'ㄴ'처럼 발음한다.
  - r - 영어의 'red'처럼 발음한다.
  - s - 우리말의 'ㅅ'처럼 발음한다. 'y' 앞에 있으면 'shell'의 'sh'처럼 발음한다.
  - t - 우리말의 'ㅌ'처럼 발음한다.
  - th - 영어 'think'처럼 발음한다. 투스카로라족 보호구역(뉴욕)에서만 쓰인다.
  - w - 영어의 'way'의 "W"처럼 발음한다.
  - y - 영어의 "yes"의 "y"처럼 발음한다.
  - ’- 끊어 줄때 내는소리(pause sound)이다. "uh-oh."의 가운데처럼 발음한다.

단, 'sh'는 항상 'mishap'처럼 발음한다.